# Земсков, Игорь Николаевич
Игорь Николаевич Земсков (10 января 1921 — 20 ноября 1982, Москва) — советский дипломат. Чрезвычайный и полномочный посол, заместитель министра иностранных дел СССР.

## Биография
Родился 10 января 1921 года. Член КПСС. На дипломатической работе с 1946 года. 
- В 1946—1957 годах — на ответственной Работе в центральном аппарате МИД СССР. Работник архива МИД СССР, учёный секретарь созданной при МИД СССР правительственной Комиссии по изданию дипломатических документов.
- С 1956 года — учёный секретарь созданной при МИД СССР правительственной Комиссии по изданию дипломатических документов.
- В 1957—1967 годах — начальник Историко-дипломатического управления МИД СССР.
- В 1968—1973 годах — генеральный секретарь МИД СССР.
- С 1968 года — член Коллегии МИД СССР.
- С 1973 года — заместитель министра иностранных дел СССР, председатель Комиссии СССР по делам ЮНЕСКО,

Профессор, заведующий кафедрой в Дипломатической академии МИД СССР. Лауреат Государственной премии СССР (1982).
В 1973 году была создана законспирированная Служба безопасности МИДа, подчинённая 7-му (затем 12-му) отделу ВГУ КГБ при СМ СССР (2 Главное управление (контрразведка). Её сотрудники числились в составе спецотдела МИД, деятельность Службы безопасности курировал заместитель министра И. Н. Земсков .
Умер в Москве в 1982 году.